# Aeropuerto de Bérgamo-Orio al Serio

El Aeropuerto Internacional de Orio al Serio (IATA: BGY, OACI: LIME) es un aeropuerto que está localizado en  Orio al Serio, en los alrededores de Bérgamo, y sirve al tráfico aéreo de la ciudad de Bérgamo y de su provincia, además del de bajo costo de la región de Lombardía, en Italia. El aeropuerto es operado por Società Aeroporto Civile Bergamo Orio al Serio (SACBO). El aeropuerto prestó servicio a más de 8,4 millones de pasajeros en 2011 y es el aeropuerto para aerolíneas de bajo costo más importante de Italia. El aeropuerto, junto al Aeropuerto de Milán-Linate y al Aeropuerto de Milán-Malpensa, forma el sistema aeroportuario de la región de Lombardía, el más importante de Italia.

## Historia
El aeropuerto de Orio al Serio se creó en 1937 para usos exclusivamente militares en el municipio de Orio al Serio, junto a la ciudad de Bérgamo. Fue el primer aeropuerto en la provincia de Bérgamo, aunque anteriormente existió un primitivo campo de vuelos desde 1911 (en Osio Sotto) y se construyó otro durante la Primera Guerra Mundial.
Tras el fin de la Segunda Guerra Mundial, en 1949, bancos y la cámara de comercio de la provincia así como la administración local constituyó un comité para dotar a la provincia de Bérgamo de un aeropuerto civil. Esto conllevó a la creación el 16 de julio de 1970 de SACBO, Società per l'Aeroporto Civile di Bergamo–Orio al Serio. En 1970 se produjo la apertura a vuelos comerciales del aeropuerto, conjuntamente con el uso militar que ya tenía, y el primer vuelo civil de pasajeros tuvo lugar el 21 de marzo de 1972.

## Servicios de seguridad
Los servicios de seguridad también son prestados por la Società Aeroporto Civile Bergamo Orio al Serio, pero con la supervisión de la Polizia di Stato (Policía del Estado), la Guardia di Finanza (Policía Aduanera de Italia) y el Ente Nazionale Aviazione Civile (Ente Nacional de Aviación Civil).

## Aerolíneas y destinos

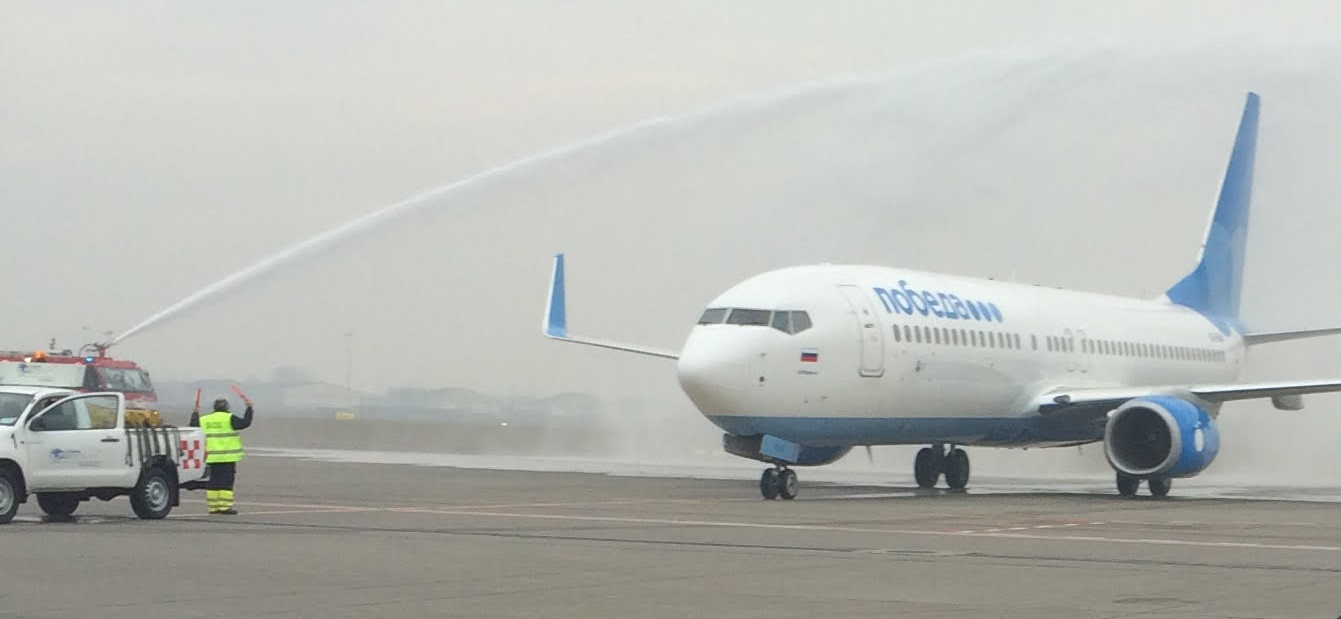
Llegada del primer vuelo de Pobeda Airlines al aeropuerto italiano de Orio al Serio, 21/12/2015

### Pasajeros
| Aerolíneas                  | Destinos |
| --------------------------- | --- |
| Aegean Airlines             | Chárter estacional: Heraclión |
| AlMasria Universal Airlines | El Cairo |
| Air Arabia Maroc            | Casablanca |
| Air Cairo                   | Chárter estacional: El Cairo, Hurghada, Luxor, Sharm el-Sheij |
| AlbaStar                    | Chárter estacional: Ibiza, Cárpatos, Lourdes, Menorca, Palma de Mallorca |
| Denim Air                   | Chárter: Reggio Calabria, Stuttgart |
| Mistral Air                 | Chárter estacional: Cos, Gran Canaria, Lampedusa, Lanzarote, Málaga, Marsa Alam, Palermo, Tenerife-Sur |
| Neos                        | Estacional: Cos, Ibiza, Cárpatos, Menorca, Palma de Mallorca Chárter estacional: Lampedusa, Marsa Alam, Mersa Matruh, Monastir, Sharm el-Sheij, Yerba |
| Nordic Aviation             | Chárter estacional: Tallin |
| Nouvelair                   | Chárter estacional: Monastir, Yerba |
| Pegasus Airlines            | Estambul-Sabiha Gokcen |
| Ryanair                     | Alguero, Alicante,Vigo(pendiente de confirmar el retome), Atenas, Barcelona, Bari, Beauvais, Berlín-Brandeburgo, Bratislava, Brindisi, Brístol,Bucarest, Budapest, Cagliari, Catania, Charleroi, Colonia/Bonn, Copenhague, Cracovia, Crotona, Dublín, Midlands Orientales, Eindhoven, Fez, Fuerteventura, Gdansk, Gran Canaria, Hahn, Hamburgo, Lamezia Terme, Lanzarote, Lisboa, Londres-Stansted, Lourdes, Madrid, Málaga, Malta, Mánchester, Marrakech, Moss, Núremberg, Oporto, Palermo, Pescara, Praga, Riga, Santiago de Compostela, Sevilla, Estocolmo-Skavsta, Tallin, Tenerife-Sur, Tesalónica, Timisoara, Trapani, Valencia, Vitoria, Vilna, Varsovia-Modlin, Weeze, Breslavia, Zaragoza Estacional: Billund, Bremen, Castellón de la Plana, Cefalonia, Corfú, Cork, Gotemburgo, Ibiza, Kalamata, Knock, Cos, La Canea, Palma de Mallorca, Rodas, Santander |
| SmartLynx Airlines          | Estacional: Riga |
| SpiceJet                    | Tiflis, Amritsar (vía TBS) |
| TACV Cabo Verde Airlines    | Estacional: Sal |
| TUI fly Belgium             | Chárter estacional: Palma de Mallorca |
| Tunisair                    | Chárter estacional: Enfidha |
| Volotea                     | Asturias, Lampedusa, Pantellaria |
| Wizz Air                    | Bucarest, Chisináu, Cluj-Napoca, Cracovia, Debrecen, Gdansk, Iasi, Katowice, Kosice, Poznan, Praga, Skopie, Sofía, Timisoara, Varsovia-Chopin, Vilna |

### Carga
| Aerolíneas                                 | Destinos |
| ------------------------------------------ | --- |
| DHL Aviation                               | Belgrado, Bolonia, Bucarest, Budapest, Colonia/Bonn, Ginebra, Liubliana                                                              |
| DHL Aviation operado por EAT Leipzig       | Atenas, Bruselas, Budapest, Chalons Vatry, Midlands Orientales, Leipzig/Halle, París-Charles de Gaulle, Tel Aviv-Ben Gurion, Treviso |
| DHL Aviation operado por Swiftair          | Ancona, Vitoria, Midlands Orirntales                                                                                                 |
| UPS Airlines operado por Star Air (Maersk) | Bolonia, Colonia/Bonn, Pescara |

## Tráfico y estadísticas
Ver fuente y consulta Wikidata.
| Año  | Pasajeros           | Operaciones     | Carga (t)        |
| ---- | ------------------- | --------------- | ---------------- |
| 2005 | 4.356.143           | 51.635          | 136.339          |
| 2006 | 5.244.794 (+20,4%)  | 56.358 (+9,1%)  | 140.630 (+3,1%)  |
| 2007 | 5.741.734 (+9,5%)   | 61.364 (+8,9%)  | 134.449 (-4,4%)  |
| 2008 | 6.482.590 (+12,9%)  | 64.390 (+4,9%)  | 122.398 (-9,0%)  |
| 2009 | 7.160.008 (+10,4%)  | 65.314 (+1,4%)  | 100.354 (-18,0%) |
| 2010 | 7.661.061 (+7,2%)   | 67.167 (+6,3%)  | 106.050 (+6,5%)  |
| 2011 | 8.419.948 (+9,7%)   | 71.514 (+5,7%)  | 112.556 (+5,3%)  |
| 2012 | 8.801.392 (+5,5%)   | 72.420 (+4,3%)  | 116.730 (+4,0%)  |
| 2013 | 8.882.611 (+0,9%)   | 69.974 (-3,4%)  | 115.950 (-0,7%)  |
| 2014 | 8.696.085 (-2,1%)   | 66.390 (-5,1%)  | 122.488 (+5,6%)  |
| 2015 | 10.404.625 (+18,6%) | 76.078 (+12,4%) | 121.045 (-1,8%)  |

| Puesto | Ciudad                  | Pasajeros 2014 | Pasajeros 2013 | Pasajeros 2012 | Aerolínea |
| ------ | ----------------------- | -------------- | -------------- | -------------- | --------- |
| 1      | Bari, Apulia            | 395,912        | 398,801        | 185,188        | Ryanair   |
| 2      | Cagliari, Cerdeña       | 351,967        | 378,223        | 189,440        | Ryanair   |
| 3      | Lamezia Terme, Calabria | 337,278        | 344,402        | 175,985        | Ryanair   |
| 4      | Brindisi, Apulia        | 321,557        | 320,075        | 160,847        | Ryanair   |
| 5      | Catania, Sicilia        | 316,688        | 197,628        | n.a.           | Ryanair   |
| 6      | Palermo, Sicilia        | 316,099        | 310,468        | 151,766        | Ryanair   |
| 7      | Trapani, Sicilia        | 221,158        | 225,746        | 111,730        | Ryanair   |
| 8      | Alghero, Sardinia       | 171,972        | 169,041        | 85,680         | Ryanair   |
| 9      | Pescara, Abruzzo        | 149,862        | 151,389        | 78,868         | Ryanair   |

| Puesto | Ciudad                        | Pasajeros 2014 | Pasajeros 2013 | Pasajeros 2012 | Aerolínea          |
| ------ | ----------------------------- | -------------- | -------------- | -------------- | ------------------ |
| 1      | Londres-Stansted, Reino Unido | 433,762        | 372,387        | 346,870        | Ryanair            |
| 2      | Charleroi, Bélgica            | 276,701        | 298,445        | 293,707        | Ryanair            |
| 3      | Barcelona, España             | 249,108        | 223,236        | 299,985        | Ryanair            |
| 4      | Beauvais, Francia             | 216,251        | 218,509        | 219,474        | Ryanair            |
| 5      | Valencia, España              | 206,733        | 196,978        | 186,484        | Ryanair            |
| 6      | Madrid, España                | 170,258        | 125,762        | 201,613        | Ryanair            |
| 7      | Dublín, Irlanda               | 148,368        | 132,571        | 123,659        | Ryanair            |
| 8      | Bucarest, Rumanía             | 144,255        | 152,895        | 159,272        | Blue Air, Wizz Air |
| 9      | Mánchester, Reino Unido       | 118,321        | 114,136        | 102,345        | Ryanair            |
| 10     | Berlín-Schönefeld, Alemania   | 116,148        | 83,651         | 89,554         | Ryanair            |
| 11     | Vilna, Lituania               | 113,560        | 99,493         | 95,044         | Ryanair, Wizz Air  |
| 12     | Sevilla, España               | 112,252        | 110,611        | 112,710        | Ryanair            |
| 13     | Estocolmo-Skavsta, Suecia     | 110,575        | 112,713        | 112,259        | Ryanair            |
| 14     | Cracovia, Polonia             | 109,426        | 110,264        | 104,214        | Ryanair            |
| 15     | Eindhoven, Países Bajos       | 109,320        | 109,824        | 107,090        | Ryanair            |
| 16     | Ibiza, España                 | 105,693        | 95,678         | 97,635         | AlbaStar, Ryanair  |
| 17     | Sofía, Bulgaria               | 98,201         | 102,546        | 94,794         | Wizz Air           |
| 18     | Luqa, Malta                   | 92,244         | 78,863         | -              | Ryanair            |
| 19     | Budapest, Hungría             | 91,377         | 102,955        | 185,536        | Ryanair            |
| 20     | Oporto, Portugal              | 90,419         | 93,279         | n.a.           | Ryanair            |

| Puesto | Ciudad                         | Pasajeros 2014 | Pasajeros 2013 | Pasajeros 2012 | Aerolínea                                 |
| ------ | ------------------------------ | -------------- | -------------- | -------------- | ----------------------------------------- |
| 1      | Estambul-Sabiha Gökçen, Tuquía | 107,222        | 120,750        | 106,643        | Pegasus Airlines                          |
| 2      | Marsa Alam, Egipto             | 75,919         | 57,838         | 64,772         | Neos, Meridiana, Small Planet, Trawel Fly |
| 3      | Casablanca, Marruecos          | 72,808         | 79,882         | 63,737         | Air Arabia Maroc                          |
| 4      | Kiev, Ucrania                  | 63,817         | 84,543         | n.a.           | Wizz Air                                  |
| 5      | Tirana, Albania                | 52,276         | 63,730         | n.a.           | Belle Air                                 |